# Sabrina Ferilli
Sabrina Ferilli (28. června 1964 Řím) je italská filmová a televizní herečka a moderátorka. Pětkrát získala Stříbrnou stuhu udělovanou Národním svazem italských filmových novinářů, jeden italský Zlatý glóbus a čtyřikrát filmovou cenu časopisu Ciak. Byla nominována i na Donatellova Davida.

## Životopis
Ve filmu se poprvé objevila v roce 1990, když ji režisér Alessandro D'Alatri nabídl malou roli ve filmu Red American. V roce 1994 získala průlomovou roli v americkém seriálu The Beautiful Life režiséra Paola Virzìho. Za tuto roli získala v roce 1995 cenu Nastro d'Argento v kategorii nejlepší herečka. Během následujících let se objevila v komedii August Vacation režiséra Rickyho Tognazziho či Return to Home Gori režiséra Alessandra Benvenutiho. V roce 2000 jako modelka nafotila kalendář pro časopis Max, kterého se prodalo přes 1 milion kusů. Dne 24. června 2001 se účastnila předávání scudetta pro AS Řím, před stovkami tisíc fanoušků na antickém sportovišti Circus Maximus. V roce 2008 se objevila ve filmu Your Whole Life Ahead of You, za nějž získala opět cenu Nastro d'Argento.

## Filmografie
- 1986: Caramelle da uno sconosciuto
- 1986: Portami la luna
- 1987: Il Volpone
- 1987: Vagabunden wie wir (I picari)
- 1987: Rimini Rimini
- 1989: Night Club
- 1990: La strada di Ball
- 1990: Der rote Amerikaner (Americano Rosso)
- 1990: Piccoli omicidi senza parole
- 1991: Centro storico
- 1991: Un giorno di festa
- 1992: Vietato ai minori
- 1993: Diario di un vizio
- 1993: Il giudice ragazzino
- 1993: Anche i commercialisti hanno un'anima
- 1993: Zwei Brüder in einem Boot (Una storia italiana)
- 1994: La bella vita
- 1995: Vite strozzate
- 1996: Ferie d'agosto
- 1996: Arance amare
- 1996: Ritorno a casa Gori
- 1997: Gambling with Love – Spiel mit der Liebe (Il signor Quindicipalle)
- 1998: Tu ridi
- 1998: I fobici
- 2000: A ruota libera
- 2000: Der Flug des Adlers (Le ali della vita)
- 2000: Le Giraffe
- 2002: Lives of the Saints
- 2003: L'acqua … Il fuoco
- 2004: Christmas in Love
- 2005: Dalida
- 2006: Natale a New York
- 2008: Tutta la vita davanti
- 2011: Natale a Cortina
- 2013: La Grande Bellezza